# Беријев Бе-2
Беријев Бе-2 (рус. Бериев Бе-2 / Бериев КОР-1) је хидроавион са пловцима који је пројектовала и израдила компанија ОКБ Бериев. Пројектован је као војни извиђачки хидроавион намењен за катапултирање са бојних бродова Совјетске морнарице. Био је то једномоторни двоседи хидроавион са радијалним мотором Швецов М-25.

## Пројектовање и развој
Авион Берлијев Бе-2 је пројектовао Георгиј Михајлович Беријев да би заменио застарели авион  Хеинкел ХД 55 који се користио на бојним бродовима Совјетске морнарице. Бе-2 је био потпуно метални двокрилац, са непокривеним пилотским и извиђачким кокпитима, смештеним један иза другог. Крила су била ојачана, али су дизајнирана да се склопе за складиштење на ратном броду. Стајни трап се састојао од великог централног пловка и два мања пловка за нивелацију испод доњег крила. Машину је покретао мотор Шветсов М-25 (лиценца америчког Wright R-1820), радијални деветоцилиндрични мотор са ваздушним хлађењем. Авион је први пут полетео априла месеца 1938. године.

## Технички опис
Технички опис је направљен на основу извора:
Труп је имао овални део са решеткастим оквиром од хром-молибденских челичних цеви. Нос је био обложен дуралуминијумом, а задњи део и реп пресвучени платном. Доњи део трупа и крила су делимично обложени дуралуминијумом за додатну крутост и избегавање корозије. У трупу су се налазила два отворена кокпита у тандем распореду један иза другог. У првом је седео пилот који је био заштићен ветробранским стаклом а у другом извиђач који је уједно био и репни стрелац и бомбер. За труп авиона је балдахимом било везано горње крило а доње је било конзолно везано за доњи део трупа.
Погонска група се састојала од радијалног клипног мотора Швецов М-25 са ваздушним хлађењем снаге 522 kW. и металног трокраког вучног пропелера пречника 2,9 m. Мотор се стартовао комбинованим ручним и електричним инерцијским стартером. У трупу су се налазила два главна резервоара за гориво капацитета 160 литара и једним додатним од 75 литара.
Авион Беријев Бе-2 је двокрилац. Оба крила су му је једнака правоугаоног облика, са полукружним завршетком и средње дебљине. Конструкција крила је метална са две рамењаче. Крила су пресвучена делом импрегнираним платном делом алуминијумским лимом. Крила су једнаке дебљине целом својом дужином. Горње крило је балдахином повезано са трупом авиона а доња крила су конзолно везана за труп авиона. На крајевима, крила су међусобно повезана упорницама у облику аеродинамичког стуба направљеног од дуралуминијума. Крила су између себе повезана затезачима од челичних жица чиме су додатно укрућена. Крила су склопива уназад ка трупу да на броду авион заузме што мање простора. Елерони се налазе само на горњем крилу а на доњем крилу су постављена закрилца. 
Репне површине су биле класичне и састојале су се од једног вертикалног и два хоризонтална стабилизатора која су упорницама V облика били ослоњени на труп авиона. За хоризонталне стабилизаторе који су били подесиви, подешавањем угла на тлу, су била везана кормила дубине а за вертикални стабилизатор кормило правца. Фиксни делови репних површина су имали металну носећу конзолну конструкцију и облогу од платна. Покретни делови (кормила) су имали металну конструкцију обложену имрегнираним платном.
Авион је имао један пловак у облику чамца испод трупа и два помоћна на крајевима крила. Пловци као и њихови носачи су били направљени од дуралуминијума. Главни пловак је имао на крми пловка водено кормило повезано са главним кормилом авиона.

## Наоружање
Авион је био наоружан са два фиксна синхронизована митраљеза ШКАС калибра 7,62 mm, који су се налазила на средишном делу горњег крила и пуцала су изнад обртног поља елисе. И једног мобилног митраљеза ШКАС калибра 7,62 mm који се налазио у другом кокпиту на обртном постољу .
| Наоружање авиона: Беријев Бе-2 |                              |
| Ватрено (стрељачко) наоружање  |                              |
| Топ                            |                              |
| Митраљез                       |                              |
| Број и ознака митраљеза        | 2 x ШКАС + 1 х ШКАС (моб.)   |
| Број метака                    | 2 х 500 ком. + 1 х 1.000 ком |
| Калибар                        | 7,62                         |
| Бомбардерско наоружање (бомбе) |                              |
| Класичне авио бомбе            | 2 х 100                      |
| Укупна маса                    | 200                          |
| Ракетно наоружање (ракете)     |                              |

## Верзије
Један од 12 произведених авиона је направљен као класичан авион са фискним стајним трапом и точковима уместо пловака. Стајни трап је био са фиксном осовином а у вертикалним носачима су били уграђени уљно-пнеуматски амортизери.

## Оперативно коришћење
Поред прототипа, произведено је само 12 серијских модела. Међутим, било је довољно да се њима опреме сва четири бојна брода и крстарице којима су били потребни, и неколико да буде у резервних за неко време. До јуна 1941. шест Беријев Бе-2 је додељено Балтичкој а пет Црноморској флоти. Авиони овог типа су углавном коришћени за извиђање и спашавање на Балтику и Црном мору. Због проблема са мотором и стабилношћу на води, из употребе су повучени 1942. године.

## Земље које су користиле авион
- СССР